# Enterobacteriaceae
Enterobacteriaceae är en stor familj av bakterier, inklusive många av de mer välkända patogenerna, såsom Salmonella och Escherichia coli. Genetiska studier placerar familjen bland proteobacteria, och de placeras in i sin egen ordning Enterobacteriales.

## Kännetecken
Dessa bakterier är stavformade och är vanligtvis 1-5 μm i längd. Liksom andra Proteobacteria har de gramnegativa fläckar, och de är fakultativa anaerober, vilket innebär att de kan använda sig både av syre och nitrat i sin metabolism. Till skillnad från de flesta andra liknande bakterier så saknar Enterobacteriaceae i allmänhet cytokrom c oxidas, men det finns undantag (till exempel Plesiomonas shigelloides). De flesta har många flageller som används för att flytta om, men några släkten är orörliga. De är icke-sporbildande. Katalasreaktionerna varierar mellan Enterobacteriaceae.
Många medlemmar av denna familj är en normal del av tarmfloran som finns i tarmarna hos människor och andra djur, medan andra finns i vatten eller jord, eller är parasiter på en mängd olika djur och växter. Escherichia coli (E. coli) är en av de viktigaste modellorganismer, och dess genetik och biokemi har noga studerats.
Alla medlemmar i gruppen fermenterar glukos. 

## Patogenes
- Endotoxin (LPS)
- Vissa producerar även exotoxin ( t.ex. ETEC, EHEC och Shigella).
- Antigen;

O=Cellhölje eller O-antigen
H=Flagellantigen
K=Polysackaridkapselantigen